# 李シン
李 燊（り しん）は、中華民国の軍人。貴州軍（黔軍）の指揮官。字は曉炎。祖籍は湖南省邵陽県。

## 事跡

### 黔軍での台頭
幼年時代は私塾で学習したが、1908年（光緒33年）に貴州陸軍小学第4期生となる。しかし、病のため卒業できず、帰郷して故郷で小学の教師となった。
中華民国成立後、李燊は貴陽に赴いて黔軍に加入した。このときに袁祖銘と親交を結び、以後、李は袁の下で貴州省・四川省を転戦した。後に、黔軍第1混成旅旅長、第5師師長と昇進する。
1925年（民国15年）、黔軍第1師師長王天培が、北京政府中央軍の暫編第9師師長に昇格したため、李燊が後任の黔軍第1師師長となる。翌年7月、黔軍は国民政府側についた。黔軍の彭漢章と王天培はそれぞれ国民革命軍第9軍軍長・第10軍軍長に任ぜられ、10月には袁祖銘が国民革命軍第12軍軍長兼左翼軍前敵総指揮となった。11月、李も国民革命軍暫編第7軍軍長に任ぜられ、まもなく袁配下の第1路総指揮となった。

### 周西成との戦い
しかし1927年（民国16年）1月、袁祖銘は湖南省常徳で湖南軍の唐生智に殺害されてしまう。上官を失った李燊だったが、何とか南京の蔣介石と会見し、国民革命軍第43軍軍長に改めて任命された。李率いる第43軍は、湖北省西部に駐屯している。4月、貴州省政府主席周西成の下で、省政府委員に任ぜられた。同年10月、蔣に反旗を翻した唐の討伐に李も参戦し、軍功をあげている。
かねてから周西成から貴州省の統治権を奪おうと目論んでいた李燊は、1928年（民国17年）9月、貴州省東部へ進攻する。しかし、周率いる桐梓派の軍勢の前に李燊は大敗してしまった。李は雲南省へ逃れ、竜雲の庇護を受ける。翌年春、蔣介石を支持する竜は、新広西派（新桂系）を支持する周の討伐を命じられ、討逆軍第10路総指揮に任ぜられた。李は竜から前敵総指揮に任命され、周の軍と戦う。5月22日、周を戦死させた。
28日、李燊は貴陽に入城し、翌月17日に、貴州省臨時政務委員会主席に就任している。しかし6月29日になって、雲南省の内戦のために雲南軍は貴州から撤退し、李は孤立してしまった。まもなく、周の後継者と目されていた毛光翔が桐梓派の軍勢をまとめて貴陽を目指して進軍してきたため、7月4日に貴陽から逃走した。その後、李は軍を竜雲に委ね、香港へ逃亡している。1930年（民国19年）7月、反蔣介石の北平拡大会議に参加した。
同年、香港で病没。享年42。

## 注
1. ↑  以下、李燊の職歴については、資料により諸説ある。本記事は于翔麟「李燊」に主に拠った。